# Anders Sparrman
Anders Erikson Sparrman (27 de febrero de 1748 - 9 de agosto de 1820) fue un naturalista, botánico, y abolicionista sueco, uno de los diecisiete apóstoles de Linneo. Describió numerosas especies nuevas para la ciencia.

## Biografía
Sparrman era hijo de un clérigo. A los nueve años entró en la Universidad de Upsala, donde comenzó sus estudios médicos, y a los catorce se convirtió en uno de los pupilos más destacados de Linneo. En 1765 hizo un viaje a China como cirujano del barco, volviendo dos años después, habiendo realizado la descripción de los animales y plantas que se había encontrado.
En enero de 1772 viajó hasta el Cabo de Buena Esperanza, para ocupar un puesto como tutor. Cuando más tarde ese mismo año, James Cook llegó allí al comienzo de su segundo viaje, Sparrman se unió a la expedición como naturalista ayudante de Johann y de Georg Forster. Después del viaje volvió a Ciudad del Cabo en julio de 1775, y se dedicó a la medicina, consiguiendo suficiente dinero para financiarse un viaje al interior del continente.
En 1776 volvió a Suecia, donde se le había premiado con un doctorado honorario en su ausencia. Fue elegido, además, como miembro de la Real Academia de las Ciencias de Suecia. En 1780 se convirtió en el conservador de las colecciones de historia natural de la Academia de las Ciencias; en 1781 profesor de historia natural y farmacología; y asesor del Collegium Medicum en 1790. En 1787 tomó parte en una expedición al África occidental, pero ésta no tuvo éxito.

## Obras
Sparrman publicó numerosos trabajos, el más conocido de ellos es el registro de sus viajes en Sudáfrica y con Cook, publicados en 1789 con el nombre de A voyage to the Cape of Good Hope, towards the Antarctic polar circle, and round the world: But chiefly into the country of the Hottentots and Caffres, from the year 1772 to 1776 (Un viaje al Cabo de Buena Esperanza, hacia el círculo polar antártico, y alrededor del mundo: pero sobre todo hacia el país de los Hottentots y Caffres, del año 1772 a 1776). También publicó entre 1786 y 1789 el Catálogo del Museo Carlsonianum en el que describía muchos de los especímenes que había recolectado en Sudáfrica y el Pacífico Sur, algunos de los cuales eran nuevos para la ciencia. Publicó una Ornitología de Suecia en 1806.

## Honores
- Miembro de la Real Academia de las Ciencias de Suecia

### Epónimos
- Asteroide (16646) Sparrman

Especies
- (Euphorbiaceae) Chamaesyce sparrmanii (Boiss.) Hurus.[1]

- La abreviatura «Sparr.» se emplea para indicar a Anders Sparrman como autoridad en la descripción y clasificación científica de los vegetales.[2]

## Abreviatura (zoología)
La abreviatura Sparrman  se emplea para indicar a Anders Sparrman como autoridad en la descripción y taxonomía en zoología.